# Agapio de Palestina
Agapio de Palestina (en griego: Άγιος Ἀγάπιος, del griego αγάπη, amor) fue un cristiano mártir de Gaza, decapitado junto con otros siete por orden de Urbano, gobernador de Palestina, en el año 303 o 304 bajo la Gran Persecución de Diocleciano. Eusebio cuenta que Timolao, Dionsio de Trípoli en Fenicia, Rómulo, dicho para haber sido sub-diácono de la parroquia de Diospolis, Plesio de Egipto, y dos hombres nombrados Alexander, uno de Gaza y el otro de Gazahad. Estos seis jóvenes se ataron y se entregaron a Urbano con la esperanza de convertirse en mártires. Profesaban abiertamente su cristianismo y decían que su fe les hacía no temer a las fieras de la arena. Urbano los hizo encarcelar. Pocos días después se les unieron otros dos, uno un tal Dionisio, y el otro Agapio, de quien se dice que había sido torturado en el pasado por su fe. Los ocho fueron decapitados en Cesarea Marítima el mismo día. 
Su festividad se celebra el 24 de marzo. La Iglesia Ortodoxa celebra su memoria el 28 de marzo.